# Суфизода, Мухаммадшариф Эгамберди угли
Мухаммадшариф Эгамберди угли Суфизода (29 января 1869, Чуст, Ферганская область, Российская империя — 1937) — узбекский писатель. В 1926 году удостоен звания народный поэт Узбекистана («Oʻzbekiston xalq shoiri»).

## Биография
Мухаммадшариф Суфизода родился 29 января 1869 года в городе Чуст Ферганской области в семье мастера по изготовлению ножей. Вначале обучался грамоте в махалле с соседкой Манзурой отин. В 1893—1898 годах жил в Коканде, где прошёл обучение в медресе. Во время жизни в Коканде он общался с известными поэтами того времени, такими как Мукими, Мухий, Завки, Надимом Намангани. Участие в литературном кружке Мукими сыграло большую роль в формировании мировоззрения поэта и роста его художественного мастерства.
По рекомендации Мукими для своих первых произведений использовал псевдоним «Вахший». Среди его произведений этого времени есть сатирические и лирические газели «Дакананг», «Бедананг», «Айтинг бу сўзимни», «Ўпай», «Ғубор дарду олам».
В 1899 году он возвращается в родной город Чуст, так как за его сатирические произведения начинается преследование в Коканде. Однако вскоре ему вынесен смертный приговор фанатиками и он вынужден был покинуть родной Чуст и следующие 14 лет провёл в путешествиях. В это время приходит его активная творческая деятельность. Во время путешествия по Кавказу он в Баку знакомится с Джалил Мамедкулизаде, Сабиром, Мухаммадом Ходий, далее побывал в Аравии, Индии и Турции, знакомится с жизнью обыкновенного народа.
В 1910—1913 годах он публикуется в таких газетах, как «Turkiston viloyatining gazeti» (Туркестанские ведомости на узбекском языке), «Turkiston ovozi» (Голос Туркестана), «Fargona ovozi» (Голос Ферганы).
В 1913 году Мухаммадшариф Суфизода вернулся в Чуст и открывает новометодную школу. В селе Камарса он открывает приют для сирот и вечернюю школу для взрослых, а также сам преподает родной язык и математику. В это же время в произведении «Chustilar bizlar» критикует в сатирических стихах баев и чиновников. После этого произведения он снова был вынужден покинуть родной край. В этот раз он работал учителем в Индии, затем в Афганистане. В 1918 году его назначили заместителем министра просвещения Афганистана, а затем он приехал в Ташкент и работал переводчиком в консульстве Афганистана.
В Ташкенте он снова начинает активно писать сатирические стихи и его произведения всё чаще стали появляться в газетах и журналах «Қизил Ўзбекистон», «Муштум», «Фарғона». 13 августа 1925 года были опубликованы сатирические стихи «Хушчақчақ қаламлар» (Весёлые карандаши) в газете «Фергана». Также опубликовал стихи «Ҳақиқатдан кўз юмганлар» (Закрывшие глаза от правды), «Қалайсизлар?» (Как Вы?), «Сайловга» (На выборы) и в 1934 году дастан «Байрам нашидалари» (Радости праздника).
За заслуги перед узбекской литературой, согласно постановлению правительства Узбекской ССР от 27 феврале 1926 года, был удостоен звания «Народный поэт Узбекистана» вместе с Хамзой Хакимзаде Ниёзий.
В годы репрессий его объявили «врагом народа» и в 1937 году расстреляли.

## Награды и звания
- Народный поэт Узбекистана (1926)